# Kenzaburō Ōe
Kenzaburō Ōe (jap. 大江 健三郎 Ōe Kenzaburō; ur. 31 stycznia 1935 w Ōse, zm. 3 marca 2023) – japoński prozaik i eseista, laureat Nagrody Nobla w dziedzinie literatury za rok 1994, aktywista ruchu antynuklearnego.

## Życiorys
Urodził się w wiosce Ōse (ob. część miasta Uchiko) na wyspie Sikoku (Shikoku). W 1954 roku ukończył liceum w Matsuyamie i jeszcze tego samego roku przeniósł się do Tokio, aby studiować (w latach 1954–1959) literaturę francuską na Uniwersytecie Tokijskim.
W czasie studiów debiutował opowiadaniem Kimyō na shigoto (Dziwne zajęcie, 1957), a następnie napisał Shisha no ogori (Hojność umarłych, 1957), Shiiku (Zdobycz, 1958).
Jego twórczość w latach 60. i 70. XX wieku jest naznaczona bolesnym doświadczeniem związanym z wychowaniem syna urodzonego z wadą mózgu. Wątek odpowiedzialności za bliskich, którzy wymagają pomocy, jest widoczny w: Kojinteki na taiken (Sprawa osobista, 1964), Man’en gannen no futtobōru (Futbol ery Manen, 1967), Sora no kaibutsu Aguii (Potwór z nieba Aguii, 1964). Natomiast w Kōzui wa waga tamashii ni oyobi (Powódź sięga mej duszy, 1973) porusza zagrożenia egzystencji w epoce atomowej, a w Dōjidai gēmu (Gry symultaniczne, 1979) przedstawia historię japońskiego społeczeństwa alternatywnego, które wybrało drogę harmonii z przyrodą.
W cyklu pięciu opowiadań «Rein-tsuri» o kiku onnatachi (Kobiety słuchające «Drzewa deszczowego», 1982) pisarz przybliża czytelnika do moralnej nicości zagrażającej bohaterom na Hawajach, w Japonii, Meksyku. To rzeczywiste, a zarazem metaforyczne drzewo, zostaje spalone wraz z przytułkiem dla umysłowo chorych na Hawajach. Ogień, który je pochłonął może wkrótce spalić cały świat.
W latach 90. Ōe opublikował swoje najobszerniejsze dzieło, trylogię Moeagaru midori no ki (Gorejące zielone drzewo, 1993–1995) i ogłosił, że nie będzie już pisać powieści. Już jednak w 1999 roku wydał Chūgaeri (Salto), a następnie Chenjiringu (lub Torikaeko – Odmieniec, 2000) oraz Ureigao no dōji (Chłopiec o ponurej twarzy, 2002).
Uzasadnienie Komitetu Noblowskiego:
„Kenzaburō Ōe jest pisarzem, który z poetycką siłą tworzy wyobrażony świat, w którym życie i mit łączą się, tworząc niepokojący obraz dzisiejszej ludzkiej sytuacji”.
Został laureatem Nagrody Asahi za 1994 rok.

## Publikacje
Książki i opowiadania wydane w języku polskim:
- Zdobycz, przeł. z jap. Mikołaj Melanowicz, w: Cień wschodzącego słońca: opowiadania, red. Teresa Abraszewska, Książka i Wiedza, Warszawa 1972
- Hojność umarłych, przeł. z jap. Mikołaj Melanowicz, w: Tydzień świętego mozołu: opowiadania japońskie 1945–1975, red. Mikołaj Melanowicz, Państwowy Instytut Wydawniczy, Warszawa 1986

- Futbol ery Man'en, przeł. z jap. Mikołaj Melanowicz, Wilga, Warszawa 1995, ISBN 83-901029-8-6
- Zerwać pąki, zabić dzieci, przekł. z ang. Jan Rybicki, Amber, Warszawa 2004. ISBN 83-241-1772-5
- Sprawa osobista, przeł. z ang. Zofia Uhrynowska-Hanasz, Warszawa: Państwowy Instytut Wydawniczy, 2005, ISBN 83-06-02977-1
- Osobiste doświadczenie, przeł. z jap. Dariusz Latoś, Państwowy Instytut Wydawniczy, Warszawa 2022, ISBN  978-83-8196-440-1
- Zapiski z Hiroszimy, przeł. z jap. Dariusz Latoś, Państwowy Instytut Wydawniczy, Warszawa 2024, ISBN  978-83-8196-655-9